# 希德尼蛋糕帘蛤
希德尼蛋糕帘蛤（学名：Placamen sidneyense），是帘蛤目帘蛤科蛋糕簾蛤屬的一种。主要分布于台湾，常栖息在浅海沙底。